# 리바오둥
리바오둥(중국어 간체자: 李保东, 정체자: 李保東, 병음: Lǐ Bǎodōng, 한자음: 이보동, 1955년 4월 ~ )은 2010년부터 2013년까지 유엔 주재 중화인민공화국 대사를 지낸 중화인민공화국의 외교관이다.

## 생애
베이징에서 태어나 베이징 외국어대학과 존스 홉킨스 대학교에서 수학하였다. 졸업 후, 리바오둥은 외교 업무에 들어가 외교부의 다양한 직위들을 맡았다.
2005년부터 2007년까지 잠비아 주재 대사를 지내다가, 유엔 제네바 사무국과 스위스에 있는 다른 국제 기구들을 위한 대사로 임명되었다.
2010년 장예쑤이의 뒤를 이어 유엔 본부 주재 대사로 임명되었으며, 2011년 3월부터 2012년 6월까지 유엔 안전 보장 이사회의 의장을 지냈다.